# 貴方だけを愛して
「貴方だけを愛して」（原題： I Never Loved a Man (The Way I Love You)）は、アメリカ合衆国の歌手アレサ・フランクリンが1967年に発表した楽曲。ソングライターのロニー・シャノンが、当時フランクリンの夫だったテッド・ホワイトに依頼されて書き下ろした曲である。2月にアトランティック・レコード移籍第1弾シングルとしてリリースされ、同年3月に発表されたアルバム『貴方だけを愛して』に収録された。

## 背景
1966年にボーカル、ピアノ、ベース、ドラムスだけのデモ・ヴァージョンが録音されており、この音源はコンピレーション・アルバム『レア&アンリリースド・レコーディングス』（2007年）に収録されている。そして1967年1月24日、フランクリンはアトランティック移籍後初のレコーディングを行い、最初にこの曲を録音した。
プロデューサーのジェリー・ウェクスラーは、アメリカ南部でレコーディングを行うことを提案して、メンフィスにあるスタックス・レコードのスタジオを使おうとしたが、スタックスの社長ジム・スチュワートに断られた。そして、ウェクスラーが1966年にウィルソン・ピケットのレコーディングで使用したアラバマ州マッスル・ショールズのフェイム・スタジオを使うことにした。ただし、この日のレコーディング・セッションで、スタジオのオーナーであるリック・ホールがテッド・ホワイトと対立したため、ウェクスラーとフランクリンはフェイムでの録音を打ち切った。
レコーディングでドラムスを担当したロジャー・ホーキンスは、この曲を録音した時のことを「人類からこれほどのフィーリングが生まれるのを体験したことはなかった」と振り返っている。

## 反響・評価
本作はセールス的に成功を収め、Billboard Hot 100で9位、ビルボードのR&Bシングル・チャートでは1位を獲得した。
ローリング・ストーンの選ぶオールタイム・グレイテスト・ソング500では189位にランク・イン。2011年には『タイム』誌によって「オールタイム100ソング」の1つに選ばれた。

## 他メディアでの使用例
この曲は、アメリカ映画『ラブ・ポーションNo.9』（1992年公開）、アメリカ映画『バウンド』（1996年公開）、アメリカ映画『This Christmas』（2007年公開）のサウンドトラックで使用された。

## カヴァー
- キング・カーティス&ザ・キングピンズ - アルバム『King Size Soul』（1967年）に収録。
- ゲイリー・バートン - アルバム『グッド・ヴァイブス』（1970年）に収録。
- マリア・ドイル・ケネディ - イギリス／アイルランド映画『ザ・コミットメンツ』（1991年公開）の劇中で歌唱し、同作のサウンドトラック・アルバムにも収録[11]。
- エアロスミス - アルバム『ホンキン・オン・ボーボゥ』（2004年）に、「Never Loved a Girl」と改題したカヴァーを収録。
- アリソン・クロウ（英語版） - アルバム『This Little Bird』（2006年）に収録。
- サラ・コナー - アルバム『Soulicious』（2007年）に収録。